# Hestroumont
Hestroumont est un hameau de la commune belge de Theux située en Région wallonne dans la province de Liège.
Avant la fusion des communes de 1977, le hameau faisait partie de la commune de La Reid.

## Situation
Ce hameau se situe le long de la route descendant de La Reid à Spixhe près de Theux et sur les pentes douces du versant oriental du petit ruisseau de Thuron.

## Description
Hestroumont étire ses habitations le long de la route mentionnée ci-dessus dans un environnement de prairies. Le noyau ancien du hameau est formé par quelques maisons et fermettes construites en moellons de grès au cours du XVIIIe siècle et du XIXe siècle. Une des fermettes se trouve juste dans l'axe de la route. Elle est évitée par une chicane. 
De part et d'autre de la partie ancienne du hameau, des constructions plus récentes ont été bâties en s'implantant aussi le long de la même route. Quelques fermes isolées se trouvent à proximité du hameau.